# Сільце (Велицька сільська громада)
Сільце́ — село в Україні, у Велицькій сільській територіальній громаді Ковельського району Волинської області. Населення становить 468 осіб.

## Історія
1619 року Остафій Єло-Малинський за рік до своєї смерті згідно з заповітом брата отримав села Велицьк, Сільце і Кухарі.
У 1906 році село Велицької волості Ковельського повіту Волинської губернії. Відстань від повітового міста 39 верст, від волості 2. Дворів 85, мешканців 559.

## Населення
Згідно з переписом УРСР 1989 року чисельність наявного населення села становила 454 особи, з яких 216 чоловіків та 238 жінок.
За переписом населення України 2001 року в селі мешкало 458 осіб.

### Мова
Розподіл населення за рідною мовою за даними перепису 2001 року:
| Мова       | Відсоток |
| ---------- | -------- |
| українська | 98,93 %  |
| російська  | 1,07 %   |

## Відомі люди
- Грушевець Григорій Денисович — турійський районний провідник ОУН, Ковельський надрайоновий провідник ОУНР, Лицар Срібного Хреста Заслуги УПА. Загинув поблизу села.

## Джерело
- Sielec (1) // Słownik geograficzny Królestwa Polskiego. — Warszawa : Druk «Wieku», 1902. — Т. XV, cz. 2. — S. 581. (пол.).— S. 581. (пол.)